# Dichotomius coenosus
Dichotomius coenosus är en skalbaggsart som beskrevs av Wilhelm Ferdinand Erichson 1848. Dichotomius coenosus ingår i släktet Dichotomius och familjen bladhorningar. Inga underarter finns listade i Catalogue of Life.